# Miodrag Pavlović
Miodrag Pavlović (ur. 28 listopada 1928 w Nowym Sadzie, zm. 17 sierpnia 2014) – serbski poeta. 
Ukończył medycynę na Uniwersytecie w Belgradzie. Potem studiował języki obce. W 1952 opublikował debiutancki tomik 87 песма (87 wierszy). W 1960 został dyrektorem artystycznym Teatru Narodowego w Belgradzie. Przez dwadzieścia lat był redaktorem w wydawnictwie Prosveta. Poezja Miodraga Pavlovicia zawiera wiele odniesień do historii Bałkanów.
Pavlović należy do autorów najczęściej tłumaczonych na język polski.